# Bettié
Bettié es un departamento de la región de Indénié-Djuablin, Costa de Marfil. En mayo de 2014 tenía una población censada de 56 096 habitantes.
Se encuentra ubicado al sureste del país, entre el río Komoé, al oeste, y la frontera con Ghana, al este.